# SN 2006bw
SN 2006bw – supernowa typu Ia odkryta 27 kwietnia 2006 roku w galaktyce A143356+0347. W momencie odkrycia miała maksymalną jasność 16,60m.